# آرماند دوریان
آرماند دوریان (ارمنی: [] Error: {{Lang}}: فاقد متن (راهنما); انگلیسی: Armand Dorian؛ زادهٔ ۱۹۷۳) پزشک ارمنی‌تبار اهل ایالات متحده آمریکا است. او پزشک بخش اورژانس ، مشاور پزشکی و مدیر اجرایی است. دوریان به خاطر نقشی که در مشاور میزبان / پزشکی در محبوب ترین نمایشنامه مرگبارترین جنگجوی مسابقات رانندگی مشهور است.